# Lago Pellaud
I laghi del Pellaud (pron. pelló - in francese, Lacs du Pellaud) sono due laghi situati nel comune di Rhêmes-Notre-Dame, in Valle d'Aosta, e più precisamente nell'area denominata "Jardin des Anglais".

## Descrizione
Il lago si trova all'interno di un bosco e l'area è attrezzata con panchine e tavoli per il pic-nic.

### Centrale idroelettrica

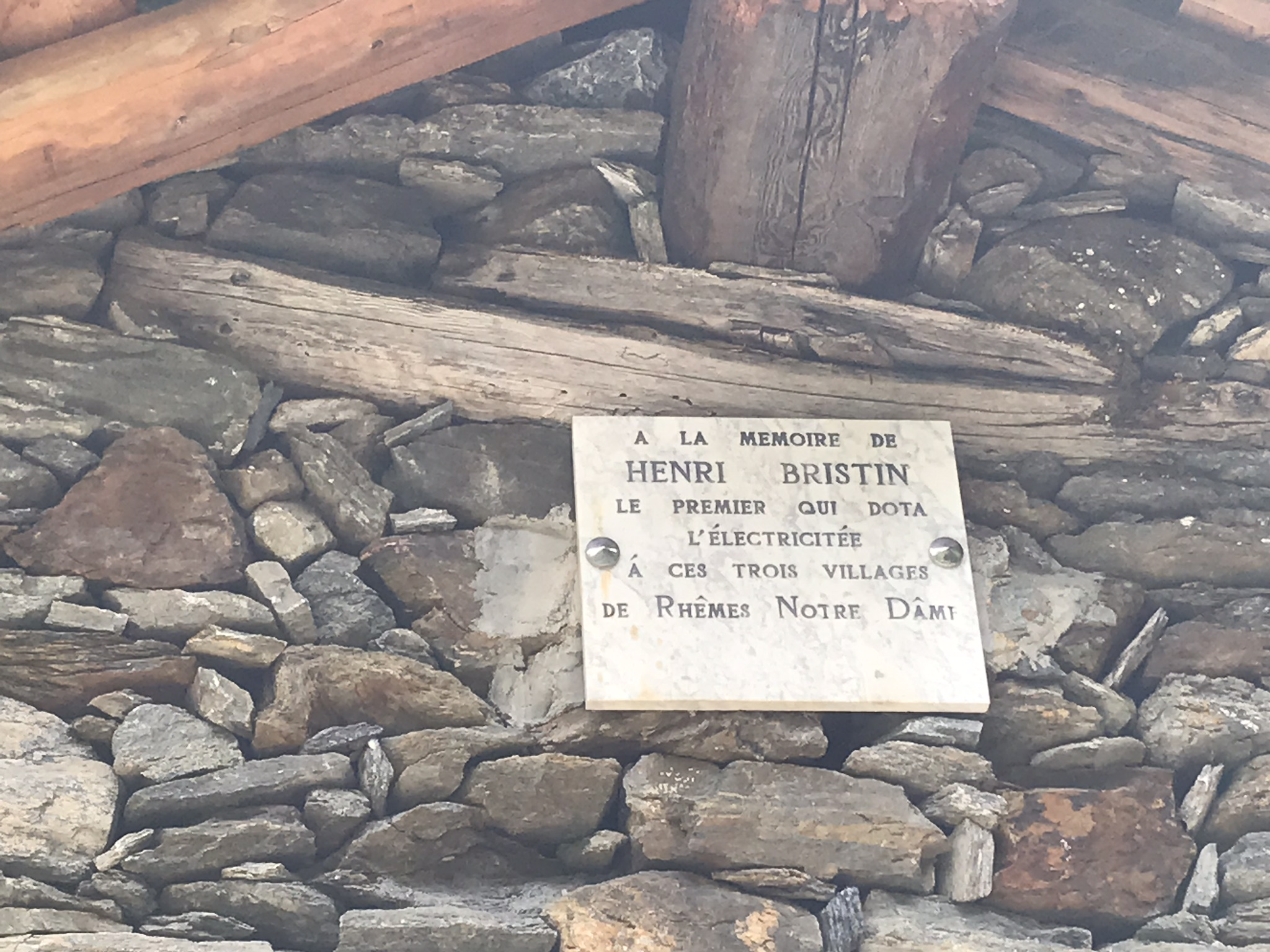
Targa dedicata a Henri Bristin, costruttore della centrale.

Il mulino del Pellaud, nato per macinare i cereali, nel 1921 è stato trasformato in centralina elettrica da Henri Bristin con la creazione della Société coopérative électrique du Lé. Questa operazione consentì di portare l’illuminazione nelle frazioni  Pont, Pellaud e Chaudannaz (o Chaudanne).

## Accesso
I laghi possono essere raggiunti partendo dalla frazione Chanavey, dalla frazione Pellaud o dal capoluogo Bruil.